# 帕科鲁斯
帕提亞帝國儲君，國王奧罗德斯二世之子。善於指揮騎兵發動奇襲及游擊戰。羅馬帝國曾對其父子施予反間計，被帕科魯斯識破，其後父子共同治國。在大將蘇雷納協助下，整軍備戰，一同在卡萊之役伏擊克拉蘇及盖乌斯·卡西乌斯·郎基努斯的遠征軍，克拉蘇陣亡，盖乌斯·卡西烏斯·郎基努斯逃亡至安條克。
卡萊戰役後，帕科魯斯發動攻勢，企圖攻下安條克城，在作戰中陣亡。